# Allen Strange
Allen Strange (* 26. Juni 1943 in Calexico/Kalifornien; † 20. Februar 2008 auf Bainbridge Island/Washington) war ein US-amerikanischer Komponist, Musiktheoretiker und Musiker.
Strange studierte bis 1967 an der California State University, Fullerton, Komposition bei Donal Michalsky. Er setzte seine Ausbildung 1967–68 und 1970–71 an der University of California, San Diego, fort, wo er Komposition und elektronische Medien bei Robert Erickson, Harry Partch, Kenneth Gaburo und Pauline Oliveros studierte.
Er erhielt zwei Stipendien der San Jose State University Foundation zur Forschung auf dem Gebiet der elektroakustischen Musik und wurde 1970 Professor für Musik und Direktor des Studios für elektronische Musik der San José State University. 1972 veröffentlichte er Electronic Music: Systems, Techniques, and Controls, ein Standardwerk über analoge elektronische Musik. 1974 erschien Programming and Meta-Programming the Electro-Organism, ein Handbuch zu Don Buchlas tragbarem Synthesizer Music Easel. Strange war Mitbegründer zweier Performance-Gruppen für elektronische Musik – Biome (1967–72) und Electric Weasel Ensemble (1974, mit Buchla).
Neben Werken für elektronische Live-Instrumente und für Live- und aufgezeichnete Elektronik mit akustischen Instrumenten und Stimmen komponierte Strange Musiken für multimediale Theaterstücke unter Einbeziehung von Filmen, Dias und Lichteffekten. Mehrere Stücke entstanden in Zusammenarbeit mit dem Dramatiker Robert Jenkins, darunter Jack and the Beanstalk (1979) und das Audiodrama The Ghost Hour (1981). Mit seiner Frau, der Geigerin Patricia Strange, veröffentlichte er 2001 das Buch The Contemporary Violin: Extended Performance Techniques.
Zum Gedenken an ihn vergibt die Society for Electro-Acoustic Music in the United States (SEAMUS) seit 2008 jährlich den Allen Strange Memorial Award.

## Werke
- Palace für Violine, Tonband und Theater, 1968
- Propagation and Decay of Resonant Particles, 1969
- Teserae Rag, 1969
- Vanity Fair für Schauspieler und elektronischen Klang, 1970
- The Hairbreath Ring Screamers für Flötenensemble und Tonband, 1970
- Skags für vier Stimmen und digitale Musik, 1970
- Chamberpiece für kleines Ensemble, 1971
- Mora Speculum für Schauspieler und Tonband, 1972
- Vanity Fair für Schauspieler und elektronische Musik, 1972
- Rainbow Rider für vier Chöre, 1972
- First Book of Angels für Streichquartett und Tonband, 1972
- Concord Gardens für Tonband, 1972
- Switchcraft für Bass, Flöte und Elektronik, 1972
- Western Connection für Orchester und elektronische Instrumente, 1972
- Chamberpiece for small ensemble, 1972
- Rockytop Screamers and Other Scapes for band, 1973
- Mora Speculum für Schauspieler und Tonband, 1973
- Charms für Streichorchester, 1973
- More Charms für Streichorchester, 1973
- Soundbeams für Kammerensemble, 1974
- Keyboard Studies, 1975
- Dune für Stimme, improvisierende Instrumente und Elektronik, 1975
- Bit, 1976
- The First Book of Angels für 16 Stimmen und elektronische Instrumente, 1976
- Soundbeams für Kammerensemble und elektronische Instrumente, 1977
- Moon Plus Moon, 1977
- Strong Loop and Wild Horses, 1977
- Princess, 1977
- Music of the Spheres von Johanna Beyer, Orchestration von Allen Strange, 1978
- Star Salon Strikers and Screamers Last Witness für vier Perkussionisten und Streichtrio, 1978
- ... and still another story concerns für Tonband und Lichteffekte, 1978
- Music of Do's für elektronisches Musiksystem, 1978
- Palace für Solovioline, Tonband und Theater, 1979
- Beamer: Building of the Beast für Perkussionsensemble, 1980
- Music of Do's, 1981
- Uncle Erhard für Kindertheater, 1981
- Vasona (mit John Barnes) für Lichteffekte und Stereotonband, 1981
- "Four Pages" from Saturn and the Seven Ladies für gemischtes Ensemble, 1982
- Moon Plus Moon für mehrere Klaviere, 1983
- No Dead Horses on the Moon für Film und Tonband, 1985
- One for the Ladies, 1985
- Notes from Underground für Chor und Tonband, 1985
- Heart of Gold, 1987
- Velocity Studies I: Slide for violin and prerecorded media, 1987
- Detour (mit Joel Slayton) für computergesteuerte Instrumente und Video, 1987
- Corona Borealis (mit Michael Heivly) für Liveelektronik und kinetische Skulptur, 1988
- Ursa Major (mit Michael Heivly) für Liveelektronik und kinetische Skulptur, 1988
- Velocity Studies II: Twitter for harpsichord and prerecorded media, 1989
- Cygnus, 1990
- Elemental Vamp für Schauspielerin und digitale Musik, 1990
- Velocity Studies III: Rip for piano and prerecorded media, 1991
- Quitlaacayotyl, 1992
- Bootes (mit Michael Heivly) für Liveelektronik und kinetische Skulptur, 1992
- Cygnus (mit Michael Heivly) für Liveelektronik und kinetische Skulptur, 1992
- Bootes, 1993
- Velocity Studies IV: Flutter for alto saxophone and prerecorded media, 1993
- The Werebeing Split Personality Jazz für Schauspieler und digitale Musik, 1993
- Music for DoWhatDo, multimediale Performance mit Joel Slayton, 1993
- Elemental Vamp für Schauspieler und computergenerierte Klänge, 1994
- Sleeping Beauty für verstärkte Violine und computergesteuerte Instrumente, 1994
- Shaman für verstärkte Violine und computergesteuerte Instrumente, 1994
- Vasona, 1995
- Down Time für interaktive CD-ROM und Geschichten von Rob Swigart, 1996
- Silicon Seven, 1996
- Towers, 1996
- Physical States, 1996
- Witness the Dawn, 1997
- The Third Book of Angels: Lucifier's Hammer für Disklavier, 1997
- Phoenix Rising, 1998
- Phoenix and the Harlequin, 1999
- Gargoyles für Kammerensemble und aufgezeichnete Musik, 1999
- You've come a Long Way Baby für vier Stimmen und digitale Musik, 1999
- Strike Up the Band für Perkussion mit vertrauten und geheimen Klängen, 2000
- The King of Handcuffs für Tenor und Kammerensemble, 2001
- Points of Departure: The Harlem Variations für Altsaxophon, 2001
- Points of Departure: The Midnight Variations für Flügelhorn, 2001
- Heroes IV: The Boys, 2002
- Goddess für verstärkte Violine und computergesteuerte Instrumente, 2002
- SideShow, 2003
- Heros IV, 2003
- Spring Dancers für Streichquartett, 2003
- Fancy Dances, 2003–04
- Quinault Cathedral, 2004
- Misty Magic Land für Instrumente und digitale Musik, 2004
- Shivaree für Saxophonensemble und fünf Perkussionisten, 2004
- Brief Visits to Imaginary Places, 2005
- Time and Again für Saxophonoktett, 2005

## Weblink
- Homepage von Allen Strange (Memento vom 7. Februar 2011 im Internet Archive)